# Laetitia Quist
Laetitia Quist (geboren am 8. November 2001 in Baden-Baden) ist eine deutsche Handballspielerin.

## Vereinskarriere
Laetitia Quist erlernte das Handballspiel beim TV Sandweier. Später spielte sie für die SG Kappelwindeck/Steinbach, mit dem sie im Jahr 2018 in die 3. Liga aufstieg. Im Jahr 2019 wechselte sie zur TuS Metzingen. Mit einem Zweitspielrecht bei der TG Nürtingen ausgestattet konnte sie dort in der 2. Bundesliga antreten. Sie spielte in der A-Jugend, der 3. Liga, der 2. Bundesliga und in der Bundesliga.
Nach der Bundesligasaison 2020/21 wechselte sie zur HSG Blomberg-Lippe, wo sie bis zum Saisonende 2024/25 unter Vertrag stand. Anschließend wechselte sie nach Ungarn zum Verein Mosonmagyaróvári KC SE.
Die 1,83 Meter große Spielerin wird auf der Position rechter Rückraum eingesetzt.

## Nationalmannschaft
In ihrer Zeit bei der SG Kappelwindeck/Steinbach wurde sie Jugendnationalspielerin. Sie gehört zum DHB-Elitekader. Am 21. April 2022 gab sie ihr Debüt für die deutsche Nationalmannschaft.

## Privates
Nach dem Abitur im Jahr 2020 wurde sie im Januar 2021 Sportsoldatin. Nach der Bundeswehr möchte sie studieren.